# 2022年北京オリンピックのスロベニア選手団
2022年北京オリンピックのスロベニア選手団（2022ねんペキンオリンピックのスロベニアせんしゅだん）は、2022年2月4日から2月20日まで中華人民共和国の北京で開催された2022年北京オリンピックのスロベニア選手団の名簿。

## 選手団
- 人員: 選手 44人[1]

## メダル
| メダル | 選手名                                                                | 競技           | 種目                 | 日付    |
| ------ | --------------------------------------------------------------------- | -------------- | -------------------- | ------- |
| 金     | ウルシャ・ボガタイ                                                    | スキージャンプ | 女子個人ノーマルヒル | 2月5日  |
| 金     | ニカ・クリジュナル ティミ・ザイツ ウルシャ・ボガタイ ペテル・プレヴツ | スキージャンプ | 混合団体ノーマルヒル | 2月7日  |
| 銀     | ティム・マストナク                                                    | スノーボード   | 男子パラレル大回転   | 2月8日  |
| 銀     | ジャン・クラニェツ                                                    | アルペンスキー | 男子大回転           | 2月13日 |
| 銀     | ロブロ・コス ツェネ・プレヴツ ティミ・ザイツ ペテル・プレヴツ         | スキージャンプ | 男子団体ラージヒル   | 2月14日 |
| 銅     | ニカ・クリジュナル                                                    | スキージャンプ | 女子個人ノーマルヒル | 2月5日  |
| 銅     | グロリヤ・コトニク                                                    | スノーボード   | 女子パラレル大回転   | 2月8日  |

## 種目別選手・スタッフ名簿及び成績

### アルペンスキー
以下の選手が出場資格を獲得している。
- マルティン・チャテル
  - （男子滑降）
  - （男子スーパー大回転）
  - （男子複合）
- ネイツ・ナラロッチニク
  - （男子滑降）
  - （男子スーパー大回転）
  - （男子複合）
- ミハ・フロバット
  - （男子滑降）
  - （男子スーパー大回転）
  - （男子複合）
- ボシュティアン・クリネ
  - （男子滑降）
  - （男子スーパー大回転）
  - （男子複合）
- ジャン・クラニェツ
  - （男子回転）
  - （男子大回転）
- アナ・ブチック
  - （女子回転）
  - （女子大回転）
- メタ・フロヴァット
  - （女子回転）
  - （女子大回転）
- アンドレヤ・スロカル
  - （女子回転）
  - （女子大回転）
- ティナ・ロブニク
  - （女子大回転）
- ネヤ・ドヴォルニク
  - （女子回転）
- イルカ・ストゥヘツ
  - （女子滑降）
  - （女子スーパー大回転）
  - （女子複合）
- マルシャ・フェルク
  - （女子滑降）
  - （女子スーパー大回転）
  - （女子複合）
- 混合団体
  - ジャン・クラニェツ
  - ミハ・フロバット
  - アナ・ブチック
  - アンドレヤ・スロカル
  - ティナ・ロブニク

### バイアスロン
以下の選手が出場資格を獲得している。
男子
- ミハ・ドヴジャン
- ヤコヴ・ファク
- ロヴロ・プランコ
- ロク・トゥシャン
- 男子4×7.5kmリレー
  - ミハ・ドヴジャン
  - ヤコヴ・ファク
  - ロヴロ・プランコ
  - ロク・トゥシャン

女子
- ポロナ・クレメンチッチ
- ジヴァ・クレメンチッチ

混合リレー
- ミハ・ドヴジャン
- ヤコヴ・ファク
- ポロナ・クレメンチッチ
- ジヴァ・クレメンチッチ

### クロスカントリースキー
以下の選手が出場資格を獲得している。
男子
- ヴィリ・チルヴ
- ヤネス・ランピッチ
- ミハ・リチェフ
- ミハ・シメンツ

女子
- アニタ・クレメンチッチ
- アナマリヤ・ランピッチ
- アニャ・マンデリッツ
- エヴァ・ウレウツ
- ネジャ・ジェリャヴ

### ノルディック複合
以下の選手が出場資格を獲得している。
- ヴィド・ヴルホウニク
  - （男子ノーマルヒル）
  - （男子ラージヒル）

### スキージャンプ
以下の選手が出場資格を獲得している。
- アンジェ・ラニシェク
  - （男子ノーマルヒル）
  - （男子ラージヒル）
- ロヴロ・コス
  - （男子ノーマルヒル）
  - （男子ラージヒル）
- ツェネ・プレウツ
  - （男子ノーマルヒル）
  - （男子ラージヒル）
- ペテル・プレウツ
  - （男子ノーマルヒル）
  - （男子ラージヒル）
- ティミ・ザイツ
  - （男子ノーマルヒル）
  - （男子ラージヒル）
- 男子ノーマルヒル団体
- ウルシャ・ボガタイ
  - （女子ノーマルヒル）
- エマ・クリネツ
  - （女子ノーマルヒル）
- ニカ・クリジュナル
  - （女子ノーマルヒル）
- シュペラ・ロゲリ
  - （女子ノーマルヒル）
- 混合ノーマルヒル団体

### スノーボード
以下の選手が出場資格を獲得している。
- ティット・シュタンテ
  - （男子ハーフパイプ）
- ジャン・コシル
  - （男子パラレル大回転）
- ロク・マルグッチ
  - （男子パラレル大回転）
- ティム・マストナク
  - （男子パラレル大回転）
- ウルシュカ・プリボシッチ
  - （女子ビッグエア）
- グロリヤ・コトニク
  - （女子パラレル大回転）